# 人吉市立中原小学校
人吉市立中原小学校 （ひとよししりつ なかはらしょうがっこう）は、熊本県人吉市中神町にある公立の小学校。

## 概要
歴史
1875年（明治8年）創立の小学校3校（中神・林・原田）が1898年（明治31年）に統合して「中原尋常小学校」となる。現校名になったのは1947年（昭和22年）。創立年は1875年（明治8年）としており、2025年（令和7年）に創立150周年を迎えた。
学校教育目標
「心身ともに逞しく、主体的にねばり強く学び、思いやりのある児童の育成」
校章
中央に校名の「中原」の文字（縦書き）を配している。
校歌
通学区域
人吉市のうち「上林町・中林町・下林町・温泉町・中神町字段・中神町字馬場・中神町字城本・中神町字大柿・中神町字小柿・下原田町・上原田町」。中学校区は人吉市立第二中学校。

## 沿革
- 1875年（明治8年）- 「中神小学校」、「林小学校」、「原田小学校」が創立。
- 1889年（明治22年）4月1日 - 町村制施行により、球磨郡3村（林・中神・原田）が合併の上、「中原村」が発足。
- 1892年（明治25年）- 「中神尋常小学校」、「林尋常小学校」、「原田尋常小学校」に改称。
- 1898年（明治31年）3月 - 上記3校（中神・林・原田）を合併し、中原村字石坂に校舎を新築の上、「中原尋常小学校」と改称。
- 1907年（明治40年）4月 - 高等科（2年制）を併置し、「中原尋常高等小学校」（尋常科4年・高等科2年）に改称。
- 1908年（明治41年）4月 - 改正小学校令により、尋常科（義務教育年限）が4年制から6年制に改められる。従来の高等科1・2年を尋常科5・6年に改めるため高等科を廃止の上「中原尋常小学校」（尋常科6年）に改称。
- 1915年（大正4年）4月 - 高等科（2年制）を併置し、「中原尋常高等小学校」（尋常科6年・高等科2年）と改称。
- 1932年（昭和7年）4月 - 2教室を増築。
- 1941年（昭和16年）4月1日 - 国民学校令施行により、「球磨郡中原村中原国民学校」と改称。
- 1942年（昭和17年）4月1日 - 人吉市の発足により、「人吉市中原国民学校」と改称。尋常科を初等科に改める。
- 1947年（昭和22年）4月1日 - 学制改革が行われる（六・三制の実施）。
  - 国民学校初等科は、新制小学校「人吉市立中原小学校」（現校名）に改組・改称。
  - 国民学校高等科は青年学校普通科とともに、新制中学校「人吉市立紅陵中学校（中原分室）」に改組・改称。小学校に併設される。
- 1949年（昭和24年）
  - 4月1日 - 併設中学校が統合により「人吉市立北中学校」に改称。
  - 4月28日 - 併設中学校が「人吉市立第二中学校」に改称。
  - 11月 - 第二中学校の校舎が完成し、移転を完了。これにより小学校との併設を解消。

## 交通アクセス
最寄りの鉄道駅
- JR九州 肥薩線 「西人吉駅」

最寄りのバス停留所
- 九州産交バス 「中神」停留所

最寄りの幹線道路
- 国道219号

## 周辺
- 紅取橋
- 天狗
- 球磨川